# Bosco di S. Maria La Stella
Bosco di S. Maria La Stella este o arie protejată (arie specială de conservare — SAC, sit de importanță comunitară — SCI) din Italia întinsă pe o suprafață de 133 ha, integral pe uscat.

## Localizare
Centrul sitului Bosco di S. Maria La Stella este situat la coordonatele 37°38′01″N 15°07′22″E / 37.633518°N 15.122655°E.

## Înființare
Situl Bosco di S. Maria La Stella a fost declarat sit de importanță comunitară în septembrie 1995 pentru a proteja 2 specii de animale. Situl a fost protejat și ca arie specială de conservare în decembrie 2015.

## Biodiversitate
Situată în ecoregiunea mediteraneană, aria protejată conține 4 habitate naturale: Păduri de stejar alb estice, Pseudostepă cu ierburi și specii anuale de Thero-Brachypodietea, Tufărișuri termo-mediteraneene și de pre-deșert, Grohotișuri termofile și vest-mediteraneene.
La baza desemnării sitului se află mai multe specii protejate:
- păsări (1): turturică (Streptopelia turtur)
- reptile (1): țestoasă bănățeană (Testudo hermanni)

Pe lângă speciile protejate, pe teritoriul sitului au mai fost identificate 9 specii de plante, 2 specii de păsări, 1 specie de amfibieni, 2 specii de mamifere, 28 de specii de nevertebrate, 6 specii de reptile.